# Prix Pierre-Gamare
Le prix Pierre-Gamare, prix Edmond-Gamare jusqu'en 1979, est une course hippique de trot monté qui se déroule au mois de mai sur l'hippodrome de la Prairie à Caen. Elle avait lieu au mois d'août sur l'hippodrome de Vincennes à Paris jusqu'en 2021, la course étant, à l'occasion, rebaptisée prix de Caen pour l'édition 2022.
C'est une course de Groupe II réservée aux chevaux de 3 ans (hongres exclus) ayant gagné au moins 8 500 € (conditions en 2025).
Elle se court sur la distance de 2 450 mètres (2 700 mètres sur la grande piste de Vincennes avant 2022). L'allocation 2025 est de 120 000 €, dont 54 000 € pour le vainqueur.
Créée en août 1948, la course honore la mémoire de Pierre Gamare, après avoir honoré celle de son grand-père Edmond. Edmond Gamare est un grand éleveur de trotteurs de la seconde moitié du XIXe siècle dont l'élevage a été repris par son fils Albert, puis par le fils de celui-ci, Pierre, également vice-président de la SECF, puis président en 1970.

## Palmarès depuis 1972
| Année | Vainqueur          | Père               | Jockey                | Entraîneur              | Réd.km |
| ----- | ------------------ | ------------------ | --------------------- | ----------------------- | ------ |
| 2025  | Mhum Flying        | Helgafell          | Victor Saussaye       | Christophe Clin         | 1'13"1 |
| 2024  | Little Orélie      | Feeling Cash       | Mathieu Mottier       | Mathieu Mottier         | 1'13"1 |
| 2023  | Kyt Kat            | Booster Winner     | Mathieu Mottier       | Thomas Levesque         | 1'14"4 |
| 2022  | Jaspers Turgot     | Korean             | David Thomain         | Franck Anne             | 1'16"6 |
| 2021  | Ici C'est Paris    | Dollar Maker       | Christopher Corbineau | Philippe Allaire        | 1'14"4 |
| 2020  | Hytte du Terroir   | Boccador de Simm   | Alexandre Abrivard    | Laurent-Claude Abrivard | 1'15"2 |
| 2019  | Gainsborough       | Bird Parker        | Yoann Lebourgeois     | Romain Derieux          | 1'15"6 |
| 2018  | Ferreteria         | Goetmals Wood      | Matthieu Abrivard     | Yves Boireau            | 1'14"6 |
| 2017  | Évidence Roc       | Paris Haufor       | Émilie Le Beller      | Émilie Le Beller        | 1'14"5 |
| 2016  | Dreamer Delo       | Ready Cash         | Éric Raffin           | Sébastien Guarato       | 1'15"7 |
| 2015  | Che Jénilou        | Goetmals Wood      | Éric Raffin           | Sébastien Guarato       | 1'17"6 |
| 2014  | Bomba              | Goetmals Wood      | Mathieu Mottier       | Philippe Allaire        | 1'15"  |
| 2013  | Arca des Jacquets  | Prodigious         | Éric Raffin           | Philippe Moulin         | 1'16"7 |
| 2012  | Vanishing Point    | Ludo de Castelle   | Damien Bonne          | Sébastien Guarato       | 1'15"6 |
| 2011  | Uppercut du Rib    | Quadrophénio       | David Thomain         | Joël Hallais            | 1'16"6 |
| 2010  | Thorens Védaquais  | Cygnus d'Odyssée   | Yoann Lebourgeois     | Philippe Allaire        | 1'16"4 |
| 2009  | Suricate           | Ludo de Castelle   | Romain Derieux        | Philippe Allaire        | 1'16"3 |
| 2008  | Replay Oaks        | Le Big Boss        | Émile Fournigault     | Gaston Alainé           | 1'15"8 |
| 2007  | Quérido de Blary   | Jam Pridem         | Éric Raffin           | Franck Anne             | 1'17"8 |
| 2006  | Pacifique Gédé     | Diamant Gédé       | Maxime Bézier         | Tony Le Beller          | 1'18"7 |
| 2005  | Orlando des Baux   | Ideal de l'Iton    | Didier Hue            | Marion Hue              | 1'17"3 |
| 2004  | Noora de l'Iton    | Workaholic         | Louis Baudron         | Thierry Duvaldestin     | 1'16"7 |
| 2003  | Mich Phili         | Podosis            | Jean-Michel Bazire    | Jean-Michel Bazire      | 1'18"3 |
| 2002  | Léda d'Occagnes    | Cygnus d'Odyssée   | Philippe Masschaele   | Pierre-Désiré Allaire   | 1'17"6 |
| 2001  | Kéno des Fontaines | Super Mâle         | Martial Viel          | André-Henri Viel        | 1'19"9 |
| 2000  | Jenko              | Esotico Star       | Philippe Masschaele   | Jean-Philippe Dubois    | 1'17"8 |
| 1999  | Ivoire de Grammont | Ukir de Jemma      | Jean-Paul Piton       | Philippe Allaire        | 1'21"1 |
| 1998  | Holly du Locton    | Viking's Way       | Jean-Paul Piton       | Philippe Allaire        | 1'18"6 |
| 1997  | Gai Brillant       | Podosis            | Jean-Philippe Mary    | Philippe Allaire        | 1'18"8 |
| 1996  | Fine Perle         | Marpheulin         | Jean-Philippe Mary    | Philippe Allaire        | 1'18"8 |
| 1995  | Express Cat        | Prince Atout       | François Roussel      | Alain Roussel           | 1'18"9 |
| 1994  | Danube Castelets   | Raja de Bellouet   | Jean-Claude Hallais   | Guy Lhomet              | 1'19"5 |
| 1993  | Chemin de Bellande | Limoux             | Jean-Claude Hallais   | Jean Yves Bachelot      | 1'19"3 |
| 1992  | Boadicée de Béval  | Minou du Donjon    | Yves Dreux            | Ali Hawas               | 1'20"7 |
| 1991  | Atout de Marjon    | Hajacques de Chenu | Yves Dreux            | Patrick Hawas           | 1'19"8 |
| 1990  | Vanneau            | Marpheulin         | Philippe Békaert      | Paul Viel               | 1'19"  |
| 1989  | Ursulo de Crouay   | Mivus              | Jean-Pierre Thomain   | Joël Hallais            | 1'24"3 |
| 1988  | Touta              | Képi Vert          | Yves Dreux            | Ali Hawas               | 1'21"4 |
| 1987  | Speed Clayettois   | Joachim            | Yves Dreux            | Ali Hawas               | 1'20"4 |
| 1986  | Ramage             | Firstly            | Alain Sionneau        | Guy-Maurice Dreux       | 1'22"  |
| 1985  | Quinze Janvier     | Vallauris du Pont  | Yves Dreux            | Ali Hawas               | 1'20"3 |
| 1984  | Podosis            | Florestan          | Patrick Chéradame     | Roger Ledoyen           | 1'23"  |
| 1983  | Oligo              | Ersin              | Philippe Békaert      | Joël Hallais            | 1'21"9 |
| 1982  | Noiraud des Étangs | Darold II          | Philippe Gillot       | Yves Portois            | 1'21"1 |
| 1981  | Mabrouka           | Balfour            | Yves Dreux            | Ali Hawas               | 1'20"  |
| 1980  | Lola du Surf       | Aigle Noir         | Yves Dreux            | Jean-Lou Peupion        | 1'21"6 |
| 1979  | Kiki de Feugères   | Nivôse             | Gérard Raulline       | Bernard Raulline        | 1'21"2 |
| 1978  | Jeune Orange       | Chambon P          | Alain Sionneau        | Gaston Peltier          | 1'20"7 |
| 1977  | Istraeki           | Paléo              | Michel-Marcel Gougeon |                         | 1'23"9 |
| 1976  | Hériango           | Fandango           | Bernard Mascle        |                         | 1'22"8 |
| 1975  | Galet Bleu         | Nouvel Atout II    | Alain Laurent         |                         | 1'22"5 |
| 1974  | Fondon             | Quasipyl           | Gérard Mascle         |                         | 1'23"9 |
| 1973  | Étoile d'Odyssée   | Fandango           | Alain Sionneau        |                         | 1'21"8 |
| 1972  | Dinès P            | Seddouk            | Michel Lecacheux      |                         | 1'22"4 |
| 1971  | Carat III          | Le Merlerault      | M. Girouard           |                         | 1'23"2 |
| 1970  | Beau Rivage        | Obervi             | M. Girouard           |                         | 1'23"7 |
| 1969  | Alain D            | Larré F            | Louis Sauvé           |                         | 1'22"5 |
| 1968  | Vigan              | Malbrough          | Pierre Giffard        |                         | 1'22"  |
| 1967  | Une de Mai         | Kerjacques         | Jean-Claude Mariette  |                         | 1'23"9 |
| 1966  | Toronto III        | Carioca II         | Louis Hanse           |                         | 1'21"8 |